# Município de Hamilton (condado de Franklin, Ohio)
O município de Hamilton (em inglês: Hamilton Township) é um município localizado no condado de Franklin no estado estadounidense de Ohio. No ano de 2010 tinha uma população de 8 260 habitantes e uma densidade populacional de 227,25 pessoas por km².

## Geografia
O município de Hamilton encontra-se localizado nas coordenadas 39° 50′ 59″ N, 82° 57′ 39″ O. Segundo a Departamento do Censo dos Estados Unidos, o município tem uma superfície total de 36.35 km², da qual 34.74 km² correspondem a terra firme e (4.43%) 1.61 km² é água.

## Demografia
Segundo o censo de 2010, tinha 8 260 pessoas residindo no município de Hamilton. A densidade populacional era de 227,25 hab./km².